# Enumeratio plantarum vascularium in insula Inarime
Enumeratio plantarum vascularium in insula Inarime (abreviado Enum. Pl. Inarim.) es un libro con ilustraciones y descripciones botánicas que fue escrito por el botánico italiano Giovanni Gussone. Fue publicado en el año 1855 con el nombre de Enumeratio Plantarum Vascularium in Insula Inarime sponte provenientium vel oeconomico usu passim cultarum..